# Самуел Портуґал
Самуел Портуґал (порт. Samuel Portugal, нар. 29 березня 1994, Тейшейра-де-Фрейтас) — бразильський футболіст, воротар португальського клубу «Порту».
Виступав, зокрема, за клуб «Портімоненсі».

## Ігрова кар'єра
Народився 29 березня 1994 року в місті Тейшейра-де-Фрейтас. Вихованець юнацьких команд футбольних клубів «Корітіба» та «Портімоненсі».
У дорослому футболі дебютував 2015 року виступами за команду «Корітіба». 
Згодом з 2016 по 2018 рік грав у складі команд «Метрополітано», «Агуа Санта», «Анаполіс» та «Корітіба».
Своєю грою за останню команду привернув увагу представників тренерського штабу клубу «Портімоненсі», до складу якого приєднався 2019 року. Відіграв за клуб із Портімау наступні три сезони своєї ігрової кар'єри.
До складу клубу «Порту» приєднався 2022 року. 